# Накашидзе, Александр Давидович
Князь Александр Давидович Накашидзе (1837—1905) — генерал от кавалерии, Елизаветпольский губернатор. Герой Кавказской и Крымской войн, а также Русско-турецкой войны 1877—1878 годов.

## Биография
Родился в 1837 году, происходил из Гурийского княжеского рода Накашидзе. Образование получил в частном учебном заведении.
В военную службу вступил 16 октября 1853 года вольноопределяющимся в войска на Кавказе. С самого начала своей службы князь Накашидзе принимал участие в походах против горцев. Сражался против турок во время Крымской войны. В 1855 году был награждён знаком отличия Военного ордена и 26 августа 1856 года произведён в корнеты. 11 сентября 1857 года он был назначен исполняющим дела адъютанта при управляющем Мингрелией, а 1 июня следующего года — младшим чиновником для особых поручений при том же управляющем, 20 января 1861 года произведён в поручики.
7 января 1862 года Накашидзе был переведён на должность адъютанта при Кутаисском генерал-губернаторе, 10 декабря того же года произведён в штабс-ротмистры, в том же году награждён орденом св. Станислава 3-й степени с мечами и бантом.
6 июня 1863 года князь Накашидзе был назначен адъютантом при начальнике главного штаба Кавказской армии и под руководством генерала Н. И. Евдокимова принял участие в кампании против Магомет-Амина, завершившей покорение Западного Кавказа. За отличия в кампании 1864 года Накашидзе получил ордена св. Анны 3-й степени и св. Владимира 4-й степени с мечами и бантом, а за кампанию 1865 года он 30 августа был произведён в ротмистры.
16 апреля 1867 года Накашидзе был переименован в штабс-капитаны гвардии и назначен состоять при Кавказской армии, 30 августа 1870 года за отличное исполнение возлагаемых на него поручений был произведён в капитаны гвардии, а 20 сентября 1872 года получил чин полковника. В 1875 году награждён орденом св. Станислава 2-й степени.
30 марта 1875 года он был назначен начальником Аварского округа. Когда в 1877 году началась война с Турцией, в Дагестане вспыхнуло про-турецкое восстание и князь Накашидзе принял деятельное участие в его подавлении.
26 апреля под его командой отряд охотников в 25 человек, переправясь близ селения Ур вплавь через Куру, бросился в шашки на горцев и разогнал их. 19 мая Накашидзе, командуя двумя батальонами, четырьмя орудиями и сотней милиции Терской области, следовал из Анди в Гумбет и встретил у селения Сиух толпу в 500 вооружённых жителей. В происшедшем здесь столкновении мятежники оставили на месте 80 тел и 100 человек были захвачены с оружием в руках. Мятежные аулы Артлух и Данух были разрушены и жители выселены в другие селения. Соединёнными отрядами князей Накашидзе и Джорджадзе, в июне был взят с боя аул Ассахо. Этим действием были успокоены жители равнинной части Дагестана.
Начавшееся нападением на Георгиевский мост волнение в Среднем Дагестане быстро распространнлось почти на весь Гунибский округ, причём 30 августа мятежники в различных пунктах напали на мелкие команды русских войск. Одновременным движением войск и милиции из соседних округов и Темир-Хан-Шуры, а также отряда полковника Накашндзе, возвращённого из Терской области, распространение восстания было остановлено к 8 сентября. Аулами, расположенными по Каракойсу, была изъявлена покорность.
11 сентября у аула Лаваши и 12 сентября у аула Кутиши этим отрядом было рассеяно скопище мятежников силой до 6 тысяч человек. 26 сентября отрядом князя Накашидзе нанесено поражение мятежникам в Даргинском округе у селения Акуша.
5 апреля 1878 года князь Накашидзе был награждён орденом св. Георгия 4-й степени. Обстоятельства, при которых он заслужил этот орден были следующие.
3 октября 1877 года, по отправлении в селение Урму двух рот Апшеронского полка для конвоирования транспорта с провиантом, князь Накашидзе узнал, что скопище мятежников окружило эту колонну на пути обратного её следования. Взяв три роты 1-го батальона Самурского полка со взводом горных орудий и милицией, он немедленно двинулся на помощь апшеронцам. Будучи во время этого движения встречен сильным отрядом мятежников, занявших высоты над ущельем, по которому должна была проходить колонна, князь Накашидзе сбил противника и открыл таким образом для себя путь.
На другой день, 4 октября, убедившись, что в опасной близости к его отряду собралось громадное скопище мятежников, приблизительно до 10 тысяч человек, князь Накашидзе, отправив в лагерь у селения Лаваши приказание о высылке к нему на подкрепление двух рот со взводом горных орудий, сам, с 50-ю хунзахскими милиционерами поскакал к транспортной колонне майора Магалова, оборонявшейся в вагенбурге, а майору Гайдарову с тремя ротами самурцев поручил удерживать до своего возвращения, стоявшее на ближних высотах скопище.
Прибыв к колонне князя Магалова и заметив, что мятежники, действовавшие против неё двинулись на соединение с главными своими силами, расположенными против самурских рот, князь Накашидзе сделал распоряжение о немедленном движении транспорта на соединение с этими ротами, и сам поспешил возвратиться к ним. Масса мятежников, стоявшая против этих последних, успела между тем сильно укрепить все уступы и гребни высот завалами.
He теряя ни минуты и не опасаясь несоразмерности сил, князь Накашидзе приказал самурцам атаковать неприятеля, рассчитывая при успехе положить конец последним возмущениям в Даргинском округе и, главное, преградить мятежникам путь на равнинную часть Дагестана, где русские населённые пункты, по численности гарнизонов, оставались недостаточно обеспеченными; в случае же невозможности одолеть неприятеля, он имел в виду соединиться с подкреплением, ожидавшимся из Лавашей, и затем, следовать к прочим частям отряда в лагерь у этого селения.
Это решительное предприятие увенчалось блестящим образом. Партия мятежников потерпела полное поражение и бежала, понеся громадные потери.
В это же время другой отряд мятежных горцев окружил лагерь у селения Лаваши, где оставалось шесть рот, охранявших обширное пространство, занятое отрядом и приготовленными для войск запасами.
Поспешив к этому пункту, князь Накашидзе в тот же день направил против мятежников три роты 1-го батальона Дагестанского и одну роту Самурского полков, и после непродолжительной перестрелки, атаковал его, выбил из завалов и преследовал до вечера, нанеся мятежникам и здесь полное поражение.
Между тем третья группа горцев, численностью до двух тысяч человек, в тот же день с утра окружила в селении Кутиши (в пяти верстах) три слабые сотни 4-го Дагестанского конно-иррегулярного полка, занимавшие передовой пост. Всадники отбивались в течение суток, расстреляли все свои патроны и под конец, оказались в безвыходном положении.
С зарёй 5 октября, князь Накашидзе поспешил с частью отряда в Кутиши, и разогнал на этот раз без особенных усилий, как этот отряд, так равно и шедшую к нему на помощь значительную группу конников.
8 ноября 1877 года князь Накашидзе был за отличие произведён в генерал-майоры и назначен воинским начальником Западного Дагестана. 15 мая 1878 года ему за отличия при подавлении восстания в Дагестане была пожалована золотая сабля с надписью «За храбрость».
16 февраля 1880 года он был назначен Елизаветпольским губернатором, в каковой должности находился до 30 августа 1897 года, когда был уволен в отставку с производством в генералы от кавалерии (в генерал-лейтенанты произведён 30 августа 1889 года). На посту Елизаветпольского губернатора князь Накашидзе был последовательно удостоен орденов св. Владимира 3-й степени с мечами (в 1880 году), св. Станислава 1-й степени (в 1882 году), св. Анны 1-й степени (в 1885 году), св. Владимира 2-й степени (в 1888 году) и Белого орла (в 1893 году).
Скончался князь Накашидзе 25 сентября 1905 года в Санкт-Петербурге, похоронен на Никольском кладбище Александро-Невской лавры.

## Семья
Князь Накашидзе был женат на Марии Иоахимовне Эспехо. Их сын Михаил в чине штабс-ротмистра служил в гвардейской кавалерии и погиб 12 августа 1906 года в результате взрыва на даче председателя совета министров под Петербургом.

## Награды
- Георгиевский крест (1855)
- Орден Святого Станислава 3-й ст. с мечами и бантом (1862)
- Орден Святой Анны 3-й ст. (1864)
- Персидский орден Льва и Солнца 3-й ст. (1874)
- Орден Святого Станислава 2-й ст. (1875)
- Орден Святого Владимира 4-й ст. с мечами и бантом (1864)
- Орден Святого Георгия 4-й ст. (1878)
- Золотая сабля с надписью «За храбрость» (1878)
- Орден Святого Владимира 3-й ст. с мечами (1880)
- Орден Святого Станислава 1-й ст. (1882)
- Орден Святой Анны 1-й ст. (1885)
- Орден Святого Владимира 2-й ст. (1888)
- Персидский орден Льва и Солнца 1-й ст. (1889)
- Орден Белого орла (1893)